# De Karpendonkse Hoeve
De Karpendonkse Hoeve was een restaurant in Eindhoven. Dit restaurant was gevestigd in een historisch boerderijpand van dezelfde naam.

## Restaurant
Het restaurant werd in 1973 opgericht door Leo van Eeghem en staat sinds 2004 onder leiding van zijn dochter Ingrid van Eeghem. In 1979 ontving de Karpendonkse Hoeve voor het eerst een Michelinster en het restaurant behield deze tot en met 2020. Het sloot in 2021 en het pand werd verkocht.
Af en toe namen buitenlandse 'gast'-chef-koks op uitnodiging de keuken een paar dagen over, onder wie de Peruaanse chef-kok Francisco Rodriguez, de Japanse chef-kok Katsumasa Kitajima en Paula Dasilva, finalist van het Amerikaanse tv-programma Hell's Kitchen.

## Gebouw
Het betreft een voormalig boerderijcomplex onder rieten dak dat stamt uit de 18e eeuw. Een aanbouw en een serre zijn later toegevoegd. In 1961 werd in de boerderij een theehuis ingericht, en sinds 1973 is er een restaurant in de boerderij gevestigd.